# فریدریش اسمنت
فریدریش اسمنت (آلمانی: Friedrich Smend؛ ‏ ۲۶ اوت ۱۸۹۳ – ۱۰ فوریهٔ ۱۹۸۰) کتابدارِ کتابخانه دولتی برلین، متخصص الهیات و استاد دانشگاه اهل آلمان بود. او کتابچهٔ راهنمای آثار نوشتاری آدولف فون هارناک را تهیه و منتشر کرد و از صاحب‌نظران و متخصصان آثار یوهان سباستیان باخ و یوهان ولفگانگ فون گوته بود.
او متعلق به خانواده‌ای از حقوقدانان و الهی‌شناسان بود و پدرش یولیوس اسمنت استاد دانشگاه مونستر بود. عمویش رودولف اسمنت هم یک متخصص الهیات بود. وی رشتهٔ الهیات را در دانشگاه مونستر فرا گرفت و به عنوان کتاب‌دار از سال ۱۹۲۳ در کتابخانه دولتی برلین مشغول به کار شد و در آنجا فهرستی از آثار آدولف فون هارناک را تهیه و منتشر کرد. وی پس از جنگ جهانی دوم استاد چامه‌شناسی (سرودهای روحانی)، نیایش‌شناسی و موسیقی کلیسایی در «دانشگاه کلیسایی برلین» شد و تا سال ۱۹۵۸ در آنجا ماند. او به‌واسطهٔ پژوهش‌ها و آثارش از دانشگاه هایدلبرگ و دانشگاه یوهانس گوتنبرگ مدرک دکترای افتخاری دریافت داشت. وی همچنین در سال ۱۹۶۱ نشان افتخار شایستگی جمهوری فدرال آلمان را دریافت نمود.